# Малая Смелянка
Ма́лая Смеля́нка (укр. Мала Смілянка) — село в Смелянском районе Черкасской области Украины.
Население по переписи 2001 года составляло 872 человека. Почтовый индекс — 20730. Телефонный код — 4733.

## Местный совет
20730, Черкасская обл., Смелянский р-н, с. Малая Смелянка, ул. Ленина, 9